# ماري أبوت (فنانة)
ماري لي أبوت (بالإنجليزية: Mary Lee Abbott)‏ ‏ هي فنانة أمريكية وُلدت في 27 يوليو 1921، وهي أحد أعضاء مدرسة نيويورك التعبيرية التجريدية في أواخر عقد 1940 وعقد 1950. تأثرت أعمال ماري التجريدية والتصويرية بالوقت الذي قضته في سانت كروا وفي هايتي، حيث قَضت عقد 1950 بالكامل فيها.

## روابط خارجية
- ماري أبوت على موقع آرت نت.